# 徐孟恕
徐忠（14世紀—15世紀），字孟恕，以字行，江西撫州府金谿縣蒲塘人，明朝政治人物。

## 生平
徐孟恕是南宋道士徐囦默從孫，洪武二十六年（1393年）的舉人，次年（1394年）聯捷進士，獲授龍游知縣，調任富陽，因事謫戍到銅鼓衛，永樂初年得朝廷大臣推薦其經術，起用為金谿縣訓導，曾代理知縣事務，任內清廉無徇私，又擔任應天府和浙江鄉試同考官，取錄士子稱得人，任滿陞臨清教諭。

## 引用
1. 1 2  同治《金谿縣志·卷二十三上·人物志》：徐孟恕，名忠，以字行，蒲塘人，洪武二十七年進士，授浙江龍游知縣，旋調富陽，未幾以事謫戍銅鼓。永樂初大臣薦其經術，即戍所起為本縣訓導，尋署縣事，興利剔蠹公清無所徇，父老宜之，以文名聘為應天浙江同考官，所至稱得人，秩滿陞山東臨清教諭。 王志，癸未志增
2. ↑  乾隆《金谿縣志·卷六》：徐孟恕 原名忠，囦默從孫…………徐囦默 囦默，名囦，蒲塘人，生宋淳祐間……由是知其有仙術，後委蛻於武夷黃卓峰。
3. ↑  同治《金谿縣志·卷十七上·選舉志一》：明進士舉人……洪武二十六年癸酉鄉試 徐孟恕 蒲塘人 洪武二十七年甲戌會試張信榜 徐孟恕 有傳
4. ↑  光緒《撫州府志·卷五十三·人物志》：徐孟恕，名忠，以字行，金谿人，洪武二十七年進士，授浙江龍游縣知縣，旋調富陽，未幾以事謫戍銅鼓。永樂初大臣薦其經術，即戍所起為本縣訓導，尋署縣事，興利剔蠹公清無所徇，父老宜之，以文名聘為應天浙江同考官，所至稱得人，秩滿陞山東臨清縣教諭。